# Paul Böckelmann
Pour les articles homonymes, voir Böckelmann.
 (novembre 2023).
Si vous disposez d'ouvrages ou d'articles de référence ou si vous connaissez des sites web de qualité traitant du thème abordé ici, merci de compléter l'article en donnant les références utiles à sa vérifiabilité et en les liant à la section « Notes et références ».
Paul Böckelmann, né le 20 juin 1987 à Dresde, est un kayakiste allemand pratiquant le slalom.

## Palmarès

### Championnats d'Europe
- Médaille d'argent en 2012 à Augsbourg en K1 par équipes.
- Médaille d'argent en 2012 à Augsbourg en K1.